# Internetová jazyková příručka
Internetová jazyková příručka je webová aplikace, která vznikla v rámci projektu Jazyková poradna na internetu. Na jeho realizaci se podíleli pracovníci Ústavu pro jazyk český Akademie věd ČR a Centra zpracování přirozeného jazyka na Fakultě informatiky Masarykovy univerzity. Příručka se skládá ze dvou částí – slovníkové a výkladové. Server s výkladovou částí byl spuštěn v dubnu 2008, slovníková část byla zpřístupněna v lednu 2009. Od té doby stránky zaznamenaly více než 239 000 000 uživatelských přístupů z více než 4 300 000 různých IP adres (k 31. 12. 2023). Průměrná návštěvnost v roce 2023 přesáhla 68 000 přístupů denně a v pracovní dny dokonce 87 000 přístupů denně. Oproti tištěným příručkám má internetová verze výhodu ve snadné aktualizaci dat, tím je její obsah aktuálnější.

## Obsah

### Slovníková část
Slovníková část obsahuje více než 112 000 slovníkových hesel. Databáze hesel byla vytvořena na základě hesláře školního vydání Pravidel českého pravopisu (PČP), Slovníku spisovné češtiny pro školu a veřejnost (SSČ), Nového akademického slovníku cizích slov (NASCS), dvou slovníků neologismů Nová slova v češtině (1 a 2) a výrazů z poradenské databáze. Jednotlivá hesla obsahují tabulku skloňování, fonetickou transkripci, poznámky k heslu a hypertextové odkazy na výkladovou část, na hesla v dalších slovnících (ASCS, SSČ, SSJČ) a v korpusu jazyka českého (ČNK).

### Výkladová část
Ve výkladové části jsou zařazeny ty jazykové jevy, na které se uživatelé češtiny ptají opakovaně v jazykové poradně ústavu. Neobsahuje tedy komplexní popis současného systému českého jazyka. Většina výkladů je podložena akademickými Pravidly českého pravopisu a současnou mluvnicí. Krom toho byly použity speciální jazykové příručky, odborné studie v časopisech a české státní normy.

## Tvůrci
Na vzniku Internetové jazykové příručky se podíleli pracovníci Ústavu pro jazyk český Anna Černá, Jan Chromý, Hana Konečná, Hana Mžourková, Markéta Pravdová, Martin Prošek, Kamila Smejkalová, Ivana Svobodová a Ludmila Uhlířová a pracovníci Centra zpracování přirozeného jazyka na Fakultě informatiky Masarykovy univerzity Dana Hlaváčková, Karel Pala a Pavel Šmerk.

### Ocenění
Za projekt Internetové jazykové příručky obdržel v roce 2009 kolektiv autorů Medaili ministra školství, mládeže a tělovýchovy České republiky 1. stupně.

## Knižní vydání
V únoru 2014 vznikla knižní podoba výkladové části příručky. Publikaci vydalo nakladatelství Academia pod názvem Akademická příručka českého jazyka. Rozšířené vydání Akademické příručky českého jazyka vyšlo v roce 2019.